# Lijst van rijksmonumenten in Schalkwijk
De plaats Schalkwijk in Utrecht telt 46 inschrijvingen in het rijksmonumentenregister. Hieronder een overzicht.
| Object | Oorspronkelijke functie?  | Bouwjaar        | Architect          | Locatie               | Coördinaten?                  | Nr.?   | Afbeelding                                                                                         |
| --- | ------------------------- | --------------- | ------------------ | --------------------- | ----------------------------- | ------ | -------------------------------------------------------------------------------------------------- |
| Hervormde Kerk | Kerk en kerkonderdeel     | 14e eeuw        |                    | Brink 10              | 51° 59' 27" NB, 5° 11' 35" OL | 22687  | Meer afbeeldingen                                                                                  |
| Boerderij, dwarshuis of bakhuis, dakkapel modern | Boerderij                 | 18e eeuw        |                    | Lagedijk 14           | 51° 59' 39" NB, 5° 10' 53" OL | 22689  | Meer afbeeldingen                                                                                  |
| Boerderij van het voerdeeltype | Boerderij                 | 18e eeuw        |                    | Lagedijk 15           | 51° 59' 40" NB, 5° 10' 57" OL | 22690  | Meer afbeeldingen                                                                                  |
| Zeer fraaie boerderij, dwarshuis met opkamer, rieten zadeldak aan de zijkanten afgewolfd                                                                                       | Boerderij                 |                 |                    | Lagedijk 32           | 51° 59' 27" NB, 5° 11' 15" OL | 22691  | Meer afbeeldingen                                                                                  |
| Boerderij, witgepleisterd dwarshuis met rieten afgewolfd zadeldak, kleine roedenverdeling, schuiframen                                                                         | Boerderij                 |                 |                    | Overeind 39           | 51° 59' 11" NB, 5° 12' 34" OL | 22692  | Meer afbeeldingen                                                                                  |
| Hardstenen paal met wapen van Utrecht | Grensafbakening           | 18e eeuw        |                    | Provincialeweg bij 70 | 51° 58' 47" NB, 5° 13' 43" OL | 22693  | Meer afbeeldingen                                                                                  |
| Naast huis Vuilkoop, boerderij, dwarstype, zadeldak in topgevels eindigend, door schoorsteen bekroond                                                                          | Boerderij                 | 18e eeuw        |                    | Neereind 27           | 51° 59' 55" NB, 5° 10' 15" OL | 22694  | Meer afbeeldingen                                                                                  |
| Huis Vuilkoop | Woonhuis                  |                 |                    | Neereind 29           | 51° 59' 55" NB, 5° 10' 13" OL | 22695  | Meer afbeeldingen                                                                                  |
| Boerderij, dwarshuis, rieten zadeldak, korte zijden afgewolfd | Boerderij                 | 1872            |                    | Overeind 43           | 51° 59' 8" NB, 5° 12' 42" OL  | 22696  | Boerderij, dwarshuis, rieten zadeldak, korte zijden afgewolfd                                      |
| Boerderij, langhuistype, gepleisterd afgewolfde voorgevel | Boerderij                 | 18e eeuw        |                    | Overeind 73           | 51° 58' 59" NB, 5° 13' 10" OL | 22697  | Meer afbeeldingen                                                                                  |
| Woonhuis, dubbel zadeldak, zijgevels door schoorstenen bekroond | Woonhuis                  | 18e eeuw        |                    | Pothuizerweg 2        | 51° 58' 49" NB, 5° 13' 36" OL | 22698  | Meer afbeeldingen                                                                                  |
| Boerderij, langhuis met haaks erop vleugel met vernieuwde topgevel eindigend, gepleisterd, opkamer                                                                             | Boerderij                 | 18e eeuw        |                    | Provincialeweg 36     | 51° 59' 18" NB, 5° 12' 18" OL | 22699  | Boerderij, langhuis met haaks erop vleugel met vernieuwde topgevel eindigend, gepleisterd, opkamer |
| Boerderij van het middenlangsdeeltype | Boerderij                 | 19e eeuw        |                    | Provincialeweg 44     | 51° 59' 13" NB, 5° 12' 39" OL | 22700  | Meer afbeeldingen                                                                                  |
| Boerderij "Bouwlust" dwarshuis, rieten zadeldak aan korte zijden afgewolfd | Boerderij                 | 1786            |                    | Provincialeweg 63     | 51° 58' 59" NB, 5° 13' 18" OL | 22701  | Meer afbeeldingen                                                                                  |
| Boerderij, dwarstype, rieten zadeldak aan de korte zijde afgewolfd | Boerderij                 |                 |                    | Provincialeweg 68     | 51° 58' 51" NB, 5° 13' 38" OL | 22702  | Meer afbeeldingen                                                                                  |
| Lekdijkhuis | Woonhuis                  | midden 19e eeuw |                    | Provincialeweg 69     | 51° 58' 49" NB, 5° 13' 40" OL | 22703  | Meer afbeeldingen                                                                                  |
| Sint Michael | Kerk en kerkonderdeel     | 1879 (gewijd)   |                    | Jhr Ramweg 18         | 51° 59' 41" NB, 5° 11' 4" OL  | 22704  | Meer afbeeldingen                                                                                  |
| Terrein waarin overblijfselen van een kasteel | Archeologisch monument    | middeleeuwen    |                    |                       | 51° 59' 48" NB, 5° 12' 21" OL | 45470  | Meer afbeeldingen                                                                                  |
| Terrein waarin overblijfselen van het kasteel Vuylcoop | Archeologisch monument    | 13e eeuw        |                    |                       | 51° 59' 56" NB, 5° 10' 13" OL | 45471  | Upload foto                                                                                        |
| Terrein waarin overblijfselen van het Kasteel Schalkwijk | Archeologisch monument    | 13e eeuw        |                    |                       | 51° 59' 18" NB, 5° 11' 25" OL | 45472  | Meer afbeeldingen                                                                                  |
| Terrein waarin overblijfselen van een versterkte hofstede of kasteel | Archeologisch monument    | middeleeuwen    |                    |                       | 51° 58' 46" NB, 5° 9' 57" OL  | 45474  | Upload foto                                                                                        |
| Terrein waarin overblijfselen van een versterkte hofstede of kasteel | Archeologisch monument    | 13e of 14e eeuw |                    |                       | 51° 58' 47" NB, 5° 10' 25" OL | 45475  | Upload foto                                                                                        |
| Grafkapel | Begraafplaats en -onderdl | 1864            | H.J. van den Brink | Jhr Ramweg bij 18     | 51° 59' 42" NB, 5° 11' 4" OL  | 511663 | Meer afbeeldingen                                                                                  |
| Brandspuithuisje | Overheidsgebouw           | 1897            |                    | Overeind bij 84       | 51° 58' 52" NB, 5° 13' 30" OL | 511665 | Brandspuithuisje                                                                                   |
| Streekeigen boerderij "Den Eng" | Boerderij                 | 1880            |                    | Provincialeweg 66     | 51° 58' 56" NB, 5° 13' 27" OL | 511666 | Meer afbeeldingen                                                                                  |
| Voormalige dubbele dijkwachterswoning | Dienstwoning              | 1853            |                    | Provincialeweg 70     | 51° 58' 47" NB, 5° 13' 43" OL | 511667 | Meer afbeeldingen                                                                                  |
| Nieuwe Hollandse Waterlinie Cluster 60 Lunet aan de Snel: Lunetaanleg met aardwerken, waarin open caponniére, resten van geschutopstelplaatsen, natte gracht met buitenoevers. | Fort, vesting en -onderdl | 1845-1846       |                    | Lekdijk bij 58        | 51° 58' 37" NB, 5° 9' 41" OL  | 531620 | Meer afbeeldingen                                                                                  |
| Lunet aan de Snel: Kazerne/remise/bomvrij gebouw. | Bomvrij militair object   | 1872            |                    | Lekdijk bij 58        | 51° 58' 37" NB, 5° 9' 39" OL  | 531621 | Meer afbeeldingen                                                                                  |
| Nieuwe Hollandse Waterlinie Cluster 62, Werk aan de Groeneweg: Aanleg. | Fort, vesting en -onderdl | 1914-1918       |                    | Groeneweg             | 51° 58' 19" NB, 5° 11' 5" OL  | 531641 | Meer afbeeldingen                                                                                  |
| Werk aan de Groeneweg: Schuilplaatsen type 1918/I. | Bomvrij militair object   | 1918            |                    | Groeneweg             | 51° 58' 14" NB, 5° 11' 6" OL  | 531642 | Meer afbeeldingen                                                                                  |
| Werk aan de Groeneweg: Schuilplaatsen type 1918/II. | Bomvrij militair object   | 1918            |                    | Groeneweg             | 51° 58' 32" NB, 5° 11' 16" OL | 531643 | Meer afbeeldingen                                                                                  |
| Werk aan de Groeneweg: Groepsschuilplaatsen type P. | Bomvrij militair object   | 1939-1940       |                    | Groeneweg             | 51° 58' 31" NB, 5° 11' 14" OL | 531644 | Meer afbeeldingen                                                                                  |
| Werk aan de Groeneweg: Gietstalen koepelkazematten type G. | Kazemat                   | 1939-1940       |                    | Groeneweg             | 51° 58' 25" NB, 5° 11' 14" OL | 531645 | Meer afbeeldingen                                                                                  |
| Werk aan de Groeneweg: Tankversperring. | Versperring               | 1935-1940       |                    | Achterdijk            | 51° 58' 28" NB, 5° 11' 23" OL | 531646 | Meer afbeeldingen                                                                                  |
| Werk aan de Groeneweg: Betonnen brug. | Fort, vesting en -onderdl | 1938            |                    | Groeneweg/Achterdijk  | 51° 58' 30" NB, 5° 11' 3" OL  | 531647 | Meer afbeeldingen                                                                                  |